# Sparganium angustifolium
Sparganium angustifolium là một loài thực vật có hoa trong họ Typhaceae. Loài này được Michx. miêu tả khoa học đầu tiên năm 1803.

## Hình ảnh

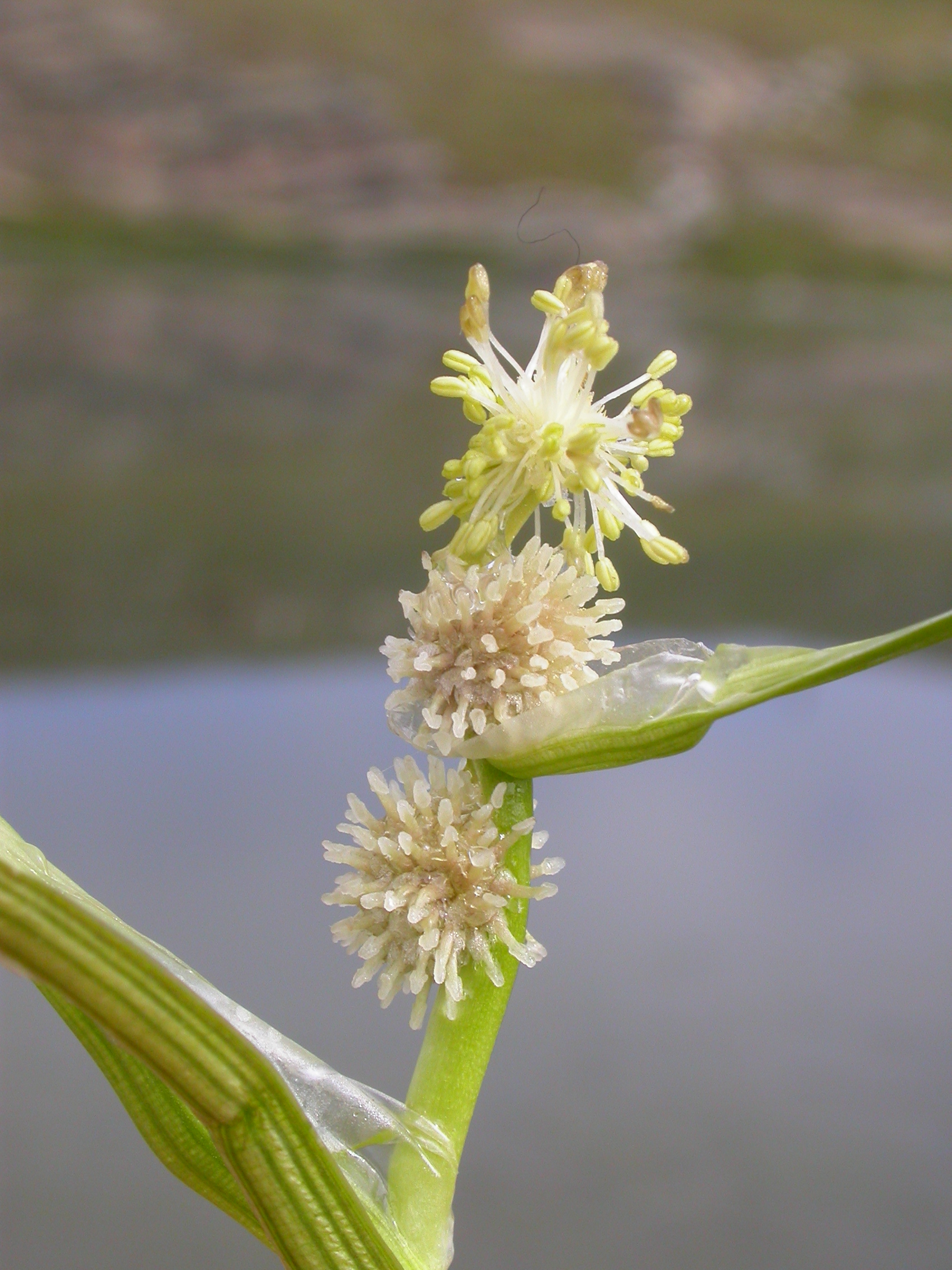
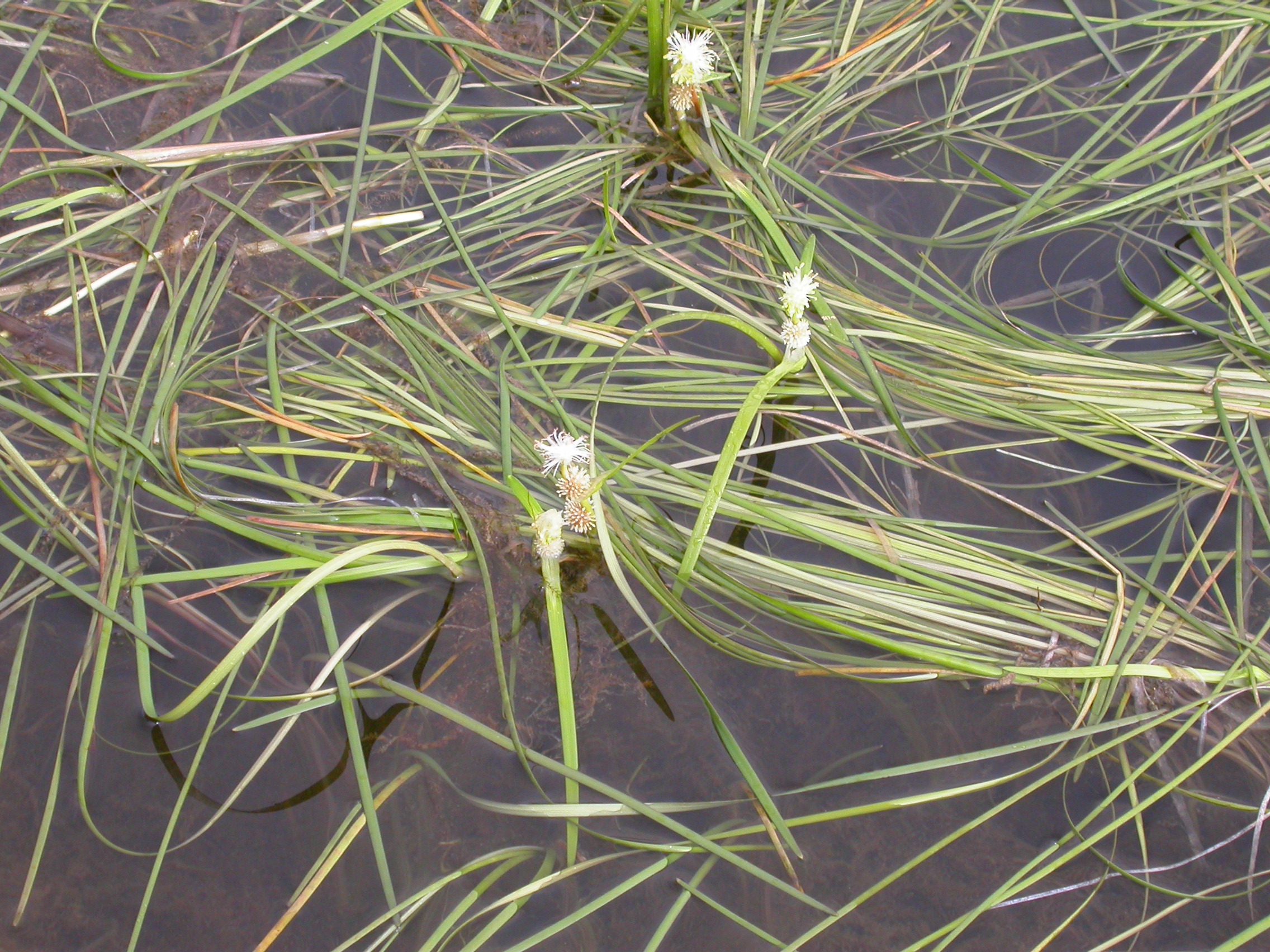
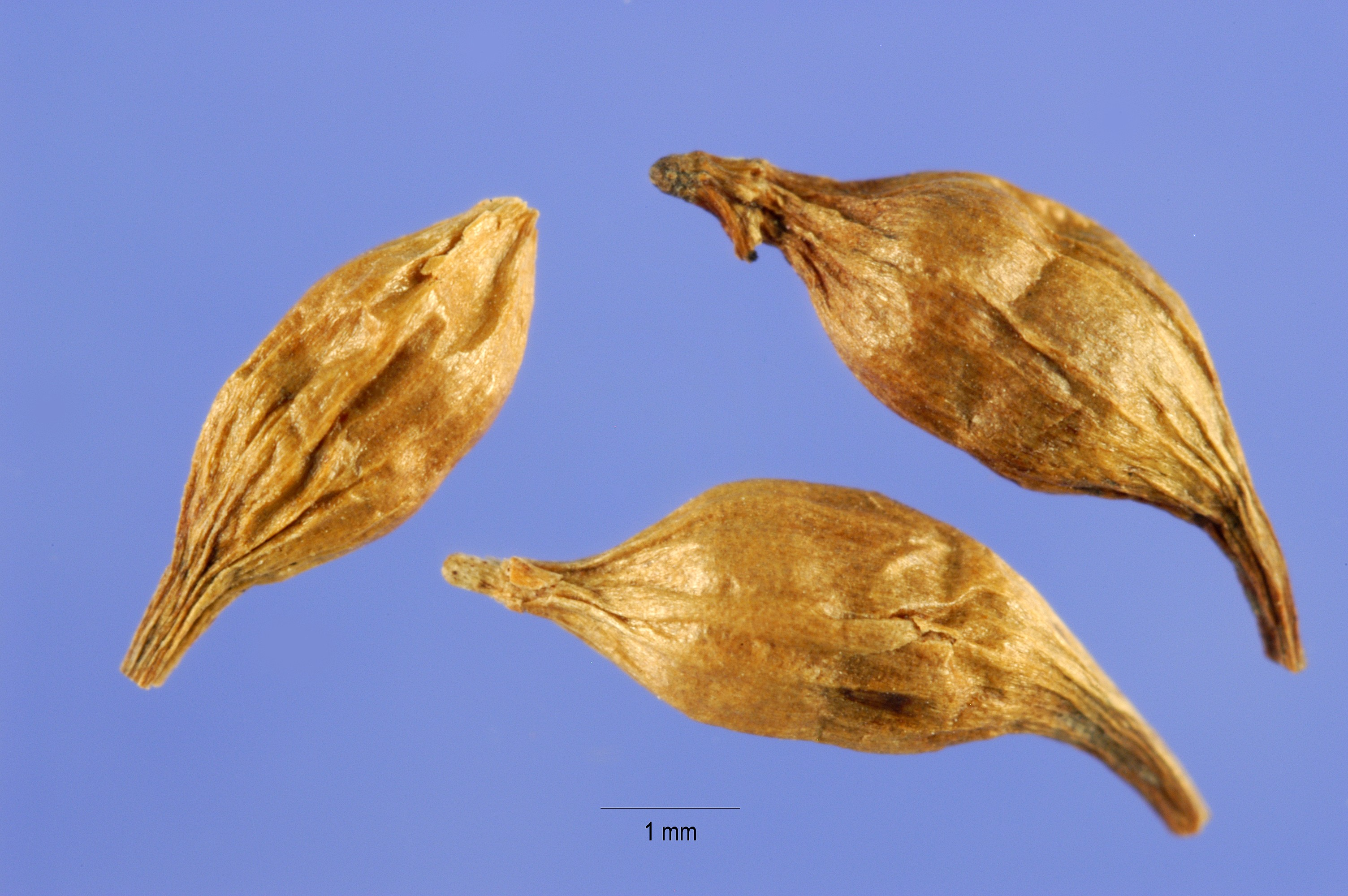
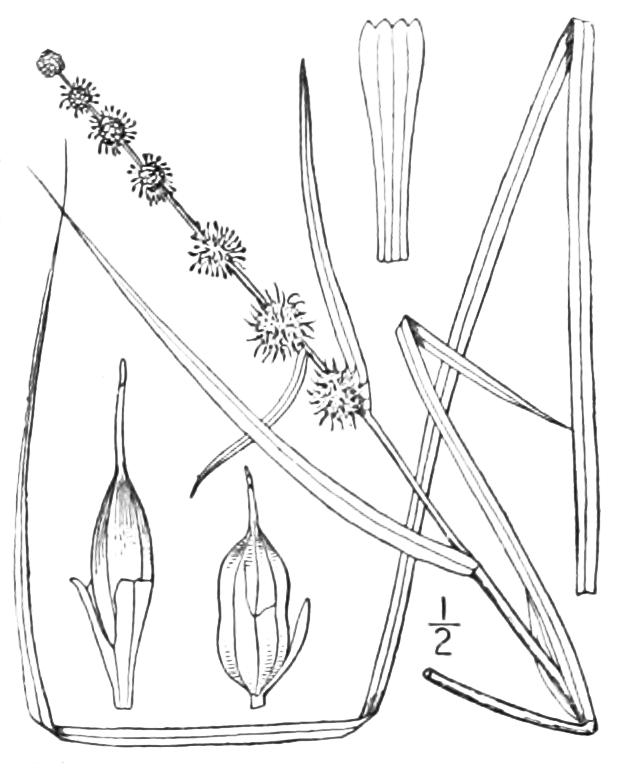